# メキシコ出兵
フランス第二帝政によるメキシコ出兵は、メキシコにおけるフランス干渉戦争 (スペイン語: Segunda intervención francesa en México)、マクシミリアン問題、フランス干渉戦争、フランス・メキシコ戦争としても知られる。
メキシコ帝国と『メキシコ1857年憲法』に基づくメキシコ共和国との主導権争いは、保守か革新かという独立後のメキシコの体制を決する争いであり、フランス帝国とアメリカ合衆国の代理戦争でもあった。

## 概要
このフランス第二帝政による侵略戦争は、当初はイギリスとスペインの支援を受けていた。
1861年にメキシコのベニート・フアレス大統領が2年物の国債の利息の支払い停止を外国に宣言し、これにメキシコの債権者とフランス、スペイン、イギリスが怒ったことが、この戦争のきっかけとなった。
ナポレオン3世は自由貿易に関わる広範な外交の主張によって軍事介入を正当化し、扇動者となった。彼にとって、メキシコに親フランス政権を樹立することはヨーロッパとラテンアメリカとのつながりを確保することであった。
またナポレオン3世はメキシコから採掘される銀を欲してもいた。アメリカ合衆国で南北戦争が起こっている最中に、ナポレオン3世はスペインとイギリスとの連合を結成し、3カ国は10月31日にロンドン条約に調印し、メキシコに利息を支払わせることを目的として翌年、共同出兵した。
大きな利権が伴わないスペイン、イギリスは、個別に債権の利払いに関する交渉を進め、1862年中に撤兵したが、フランスはカトリックの布教という宗教的な関心を持つウジェニー・ド・モンティジョ（ナポレオン3世の皇后）の影響と、台頭するアメリカに対する牽制としてラテンアメリカに親欧州の帝国を築きたいナポレオン3世の意向もあって出兵を継続。
プエブラの会戦ではフランス側が敗北を喫するものの、フランス外人部隊などを含め派兵数を3万人に増強し、1863年6月にメキシコ市を陥落させ、翌年にはオーストリア皇弟フェルディナント・ヨーゼフ・マクシミリアン大公を皇帝に据えた傀儡政権（第2次メキシコ帝国）を成立させた。
フランスは、メキシコ北西の豊かな鉱山資源の利用、アメリカ大陸でのカトリック帝国の発展によるプロテスタントとの勢力均衡、ソルフェリーノの戦いなどで敵対したオーストリア帝国との和解など、メキシコ問題に様々な関心を持っていた。

## 1862年:フランス軍の上陸
1861年、ベニート・フアレス政権が誕生、国内の経済的混乱を鎮めるために債権の利払いの一時停止を発表した。債権国のフランス、スペイン、イギリスは武力制裁をすることで一致、翌年共同出兵を行った。この時期、メキシコに対して米墨戦争を仕掛けるなど内政干渉を続けていたアメリカが南北戦争に突入し、中米地域のパワーバランスが崩れていたことも背景にあった。
イギリス、スペイン、フランスの艦隊は1861年12月8日から17日にかけてベラクルスに続々到着した。これは、メキシコが債務を支払うよう圧力をかけることがその意図だった。スペイン艦隊はサン・フアン・デ・ウルア要塞を占拠し、つづいて12月17日に首都ベラクルスを掌握した 。ヨーロッパ軍はソレダード (Soledad) における会合での合意にしたがってオリサバ、コルドバ、テワカンに進軍した 。カンペチェ市は2月27日にフランス艦隊に降伏し、シャルル・ド・ロレンス将軍率いるフランス陸軍が3月5日に入城した。スペインとイギリスは、フランスがメキシコを占領しようという野望を持っていることを知り、4月9日に撤退し、4月29日にはメキシコから離れた。5月にはフランスの軍艦ベヨネーズがマサトランを数日間封鎖した。
フランス軍は1862年5月5日のプエブラの会戦でイグナシオ・サラゴサ将軍率いるメキシコ軍に初めて敗北を喫した（この勝利を記念して5月5日、シンコ・デ・マヨ、は現在もメキシコの祝日である）。メキシコ軍は敗走するフランス軍を追撃したが、6月14日、ベラクルスのオリサバでフランス軍に包囲されてしまった。9月21日には増援のフランス軍が到着し、10月16日にはバゼーヌ将軍が更なる増援とともに到着した。10月23日にはタマウリパス州のタンピコ市がフランス軍によって占領され、12月12日にはベラクルス州のハラパ市が平和裏に占領された。

## 1863:フランス軍による首都攻略

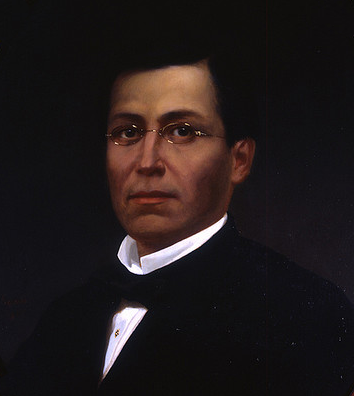
メキシコのサラゴサ将軍。

フランス軍は1863年1月15日にベラクルスの砲撃を敢行した。3月16日にはフォレー将軍とフランス軍はプエブラ市の包囲を開始した。
4月30日に、フランス外国人部隊は伝説となるカマロンの戦いに臨むことになる。 ジャン・ダンジューと名乗る隻腕の大尉によって率いられた2人の士官と62人の兵士からなる小規模な部隊が、メキシコ人歩兵と騎兵隊3個大隊、約3千人によって攻撃を受けてアシェンダ・カマロンで包囲され、守勢を強いられた。
ダンジューはアシエンダでの防衛で戦死し、最後はわずか3人のみが生き残るという壮絶な「栄光ある銃剣攻撃」であった。
この日は'w:Camerone Day'といいフランス外国人部隊にとって最も重要な日である。
フランス軍のフランソワ・バセーヌ将軍は、プエブラ解放を試みたコモンフォルト将軍率いるメキシコ軍をプエブラ市の南のサン・ロレンソで破った。
それから間もなく、5月17日プエブラ市はフランス軍に対し降伏した。5月31日にベニート・フアレス大統領は政府とともに同市から逃亡し北方の エル・オアソ・デ・ノルテに退却し、その後チワワに移った。1867年まで州の財産を取って、亡命政府はそこにおかれた。

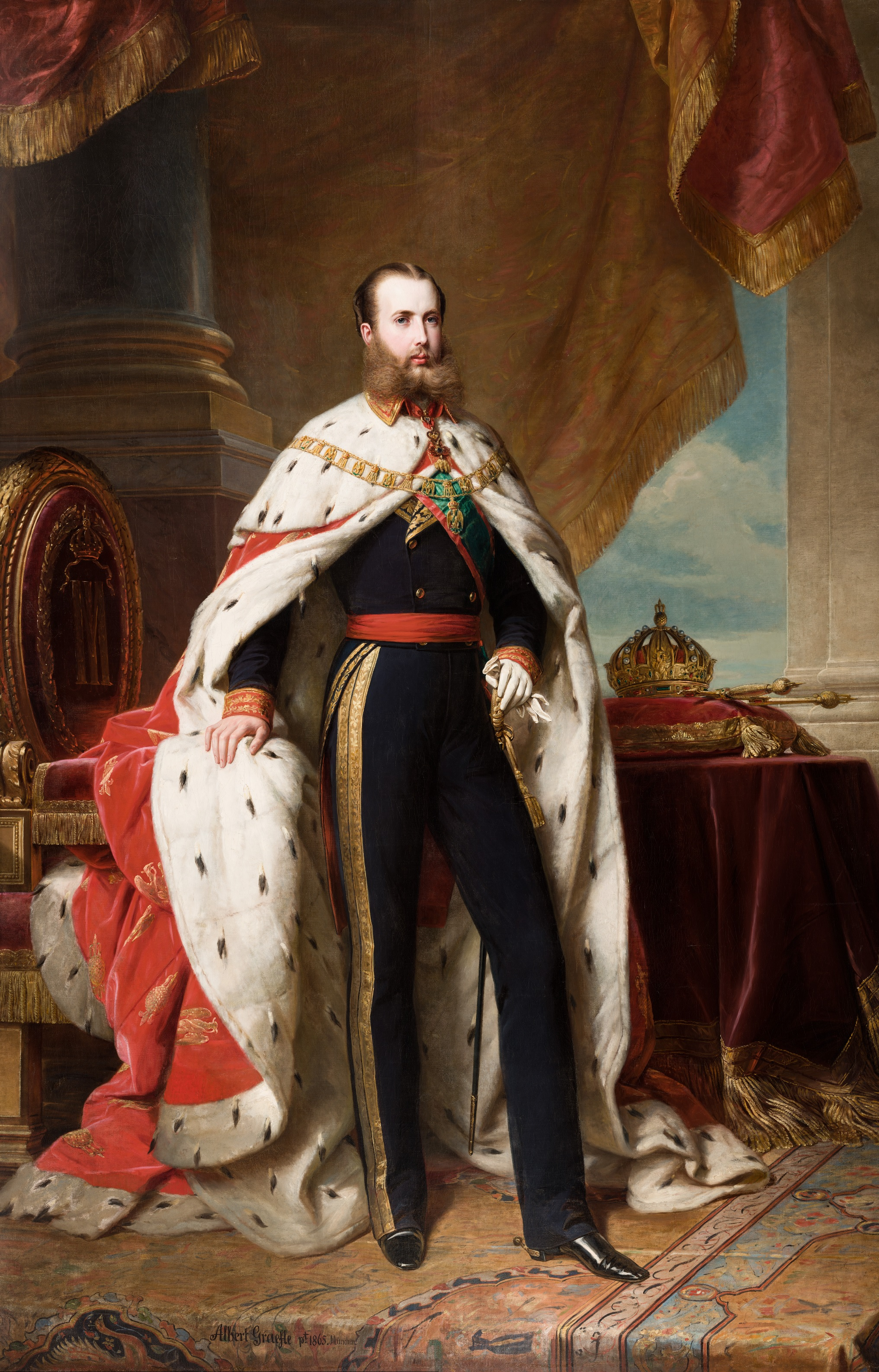
メキシコ皇帝マクシミリアン1世

バゼーヌ指揮下のフランス軍はメキシコシティに1863年7月7日に到達し、主要な軍はフォレー将軍に率いられて3日後に入城した。
6月16日、アルモンテ将軍は上院（フォレーによって任命されていた）によってメキシコの暫定大統領に任命された。
上院はその35人のメンバーと6月21日に出会った。7月10日に彼らはカトリック帝国を宣言した。ナポレオン3世の圧力を受けて、帝冠はマクシミリアンに差し出された。マクシミリアンは10月3日にこれを受諾し、上院により贈られたComisión Mexicanaを手にした。

## 1864年:メキシコ皇帝の到着
1864年の3月28日と31日にフランスの軍艦 コルドリエールの人員がマサトラン攻略に着手したが、当初はガスパル・サンチェス・オチョア大佐命令下のメキシコ人に抵抗されていた。
バセーヌ指揮下のフランス軍がハリスコ州グアダタハラを1月6日に攻略、ドエイ指揮下の軍がサカテカスを2月6日に攻略。さらに6月3日のアカプルコ陥落、7月3日のデゥランゴ占領および10月のハリスコ州、シナロア州での共和国軍撃破でフランス軍の勝利は決定的なものとなった。
4月10日にマクシミリアンは、「ミラマール条約」に署名し正式に帝冠を受諾し、5月28日（5月29日かも）にオーストリア海軍のノヴァラ号に乗ってベクルスに来航し、妃のベルギー王女シャルロッテと共にメキシコに上陸した。
彼はメキシコ皇帝マクシミリアンとして即位し、シャルロッテはスペイン語風にカルロッタと名を変えた。実際は、「フランス第二帝政の傀儡国家」第2次メキシコ帝国であった。この帝国はローマカトリック教会、上流階級の多くの保守層、土着の共同体などの支援を受けて成立し、ベニート・フアレス大統領の任期（1858年―1871年）は、皇帝マクシミリアン1世の統治（1864年―1867年）によって中断された。
マクシミリアン大公は当時の西洋での進歩的な思想の持ち主であった。彼は民主的に選挙された議員による議会と権限を分担する制限君主制を好み、児童の労働の廃止、労働時間を制限する法律などを制定した。またネイティブ・アメリカンの間では事実上の農奴制に転換していた農地貸与制度を廃止した。これらはメキシコの保守層にはたいへん自由主義的であるが、自由主義者は君主制を拒絶していたので、保守層のみならず自由主義者からも背を向けられることになり、マクシミリアンのメキシコ国内での支持者はほとんどいなくなった。
また、メキシコ帝国は誕生こそしたものの、皇帝の権限は絶対的なものではなかった。また第2次メキシコ帝国が地主層やカトリック教会などの保守層を基盤として成立したにもかかわらず、皇帝マクシミリアン1世は自由主義的政策を断行したことでその支持すら失い、結果経済政策でも極めて保守的な富裕層との間で軋轢が生じ離反されることになった。
マクシミリアン1世はフアレスを首相として招聘して自由主義者を味方につけようとするがフアレスの拒絶によって失敗。結局、保守派からも自由主義派からも支持を得られず、フランスの軍事力のみが辛うじて帝国を支えていた。
しかし、そのフランス軍司令官のバゼーヌはメキシコ貴族の娘と結婚したことから、あろうことか自ら皇帝に即位しようと考え、密かにフアレス派と内通する始末であった。やがて南北戦争の混乱から脱したアメリカもフランスに対して撤兵を要求するとともに、政権を追われたフアレスに軍事支援を行いゲリラ戦を助けたことから国内情勢は混乱を極めた。
1864年11月13日、3隻のフランス軍艦(ヴィクトワール, ダサ およびディアマント)は13回にわたり砲撃を行い、マヌエル・ロサダ指揮下の帝国軍はマサトランを攻略した。

## 1865年:共和国軍の勝利

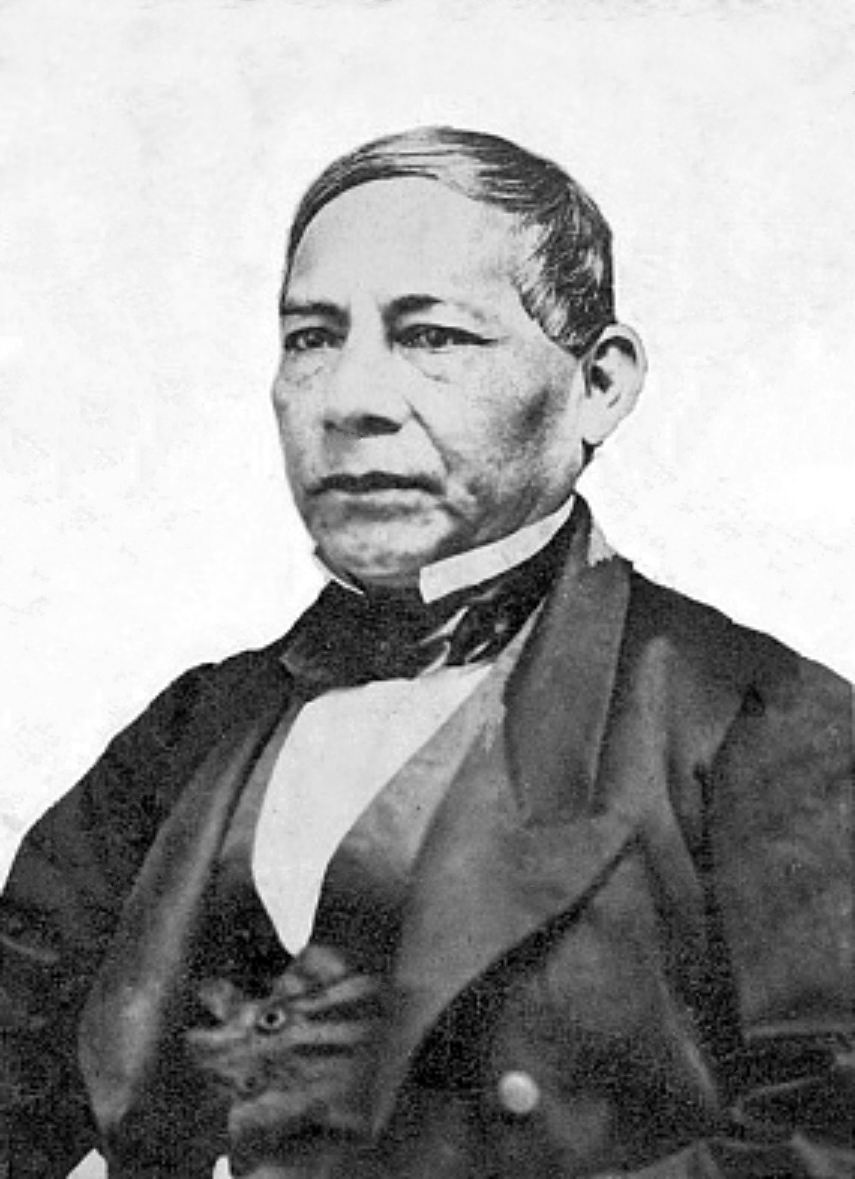
共和国軍を率いたベニート・フアレス大統領

フランス軍は1865年2月9日にはバゼーヌによるオアハカ占領するなど勝利を継続していた(敗れた共和国側の将軍はポリフィリオ・ディアスである)。
フランス艦隊は兵士を上陸させ、3月29日には コルテス海に面したグアイマスを攻略した。しかし4月11日に共和国軍は帝国軍をミチョアカン州のタカンバロでの戦いで破った。4月と5月には共和国軍はシナロア州とチワワ州に多数の軍を有するようになった。さらにリオグランデ川沿いの都市のほとんどを占領した。ベルギー義勇軍は7月11日の第2次タカンバロの戦いで共和国軍に敗れた。
10月3日には「黒い布告」として悪名高い「10月布告」がマクシミリアンによって出された。これは戦争で捕虜となったメキシコ人を即刻処刑するというもので恫喝であった。
これはのちにマクシミリアンが処刑される理由となった。
10月21日に、この布告によって階級が高い共和国の兵士が処刑された。

## アメリカ合衆国の立場
エイブラハム・リンカーン大統領はフアレス政府を支援してきた。しかし南北戦争のせいでそれが不可能になった。南北戦争終結後、すぐにアメリカ合衆国のアンドリュー・ジョンソン政権はフィリップ・シェリダン将軍をして、5万の軍勢を集め、米墨国境付近に展開させた。ここでシェリダンの軍団は警邏を行いフランス軍に対してその介入を恫喝すると同時に、フアレス軍に武器を供給した。アメリカ合衆国議会は1864年4月に建国されたメキシコ帝国を否認する決議を1866年2月12日に可決させた。モンロー主義に基づき、アメリカ合衆国はフランスにメキシコからの即時撤退を要求した。
リオグランデ川沿いに展開するアメリカ軍は、フランス軍の後続部隊の上陸を阻止するために海上封鎖を行った。
1866年5月6日アメリカ合衆国はオーストリア帝国にもメキシコにおけるオーストリア義勇軍にたいして抗議している。

## 1866年:フランス軍の撤退と共和国軍の巻き返し
1866年5月31日、メキシコに君主国を建設する野望よりもアメリカ合衆国との関係を選び、ナポレオン3世は、フランス軍の撤退の開始を発表した。
共和国軍は、フランス軍を壊滅させる一連の勝利をおさめ、再びフランス軍の帝国軍への支援に対して優位に立っており、5月25日にチワワを7月8日にはグアダラハラを制圧し、さらに7月にはマタモロス、タンピコ、アカプルコを攻略した。
ナポレオン3世はマクシミリアンにメキシコを見捨てフランス軍と撤退することを勧めた。7月26日にフランス軍はモンテレーから撤退し、8月5日にはサルティーヨから撤退した。9月にはソノラ州全域から撤退した。マクシミリアンの帝国政府のフランス人閣僚は9月18日に辞職した。
10月にはw:Battle of Miahuatlánで共和国軍は帝国軍を破り、オアハカ州全域を制圧した、同様にサンルイスポトシとグアダフアトのサカテカス州の一部を制圧した。
12月6日に、オーストリア帝国とベルギー王国の義勇軍は解散し、メキシコ帝国軍に合流しこれを支援した。しかし4648人のうち3500人の義勇兵が残らずに、母国へ帰国しようとした。
11月13日にw:Ramón Coronaとフランス軍はマサトランの撤退に合意した。その日の正午にヨーロッパ諸国の将兵は三隻の軍艦, Rhin, Marie とTalismanに乗り込み、出港した。

## 1867年: 共和国軍による首都攻略

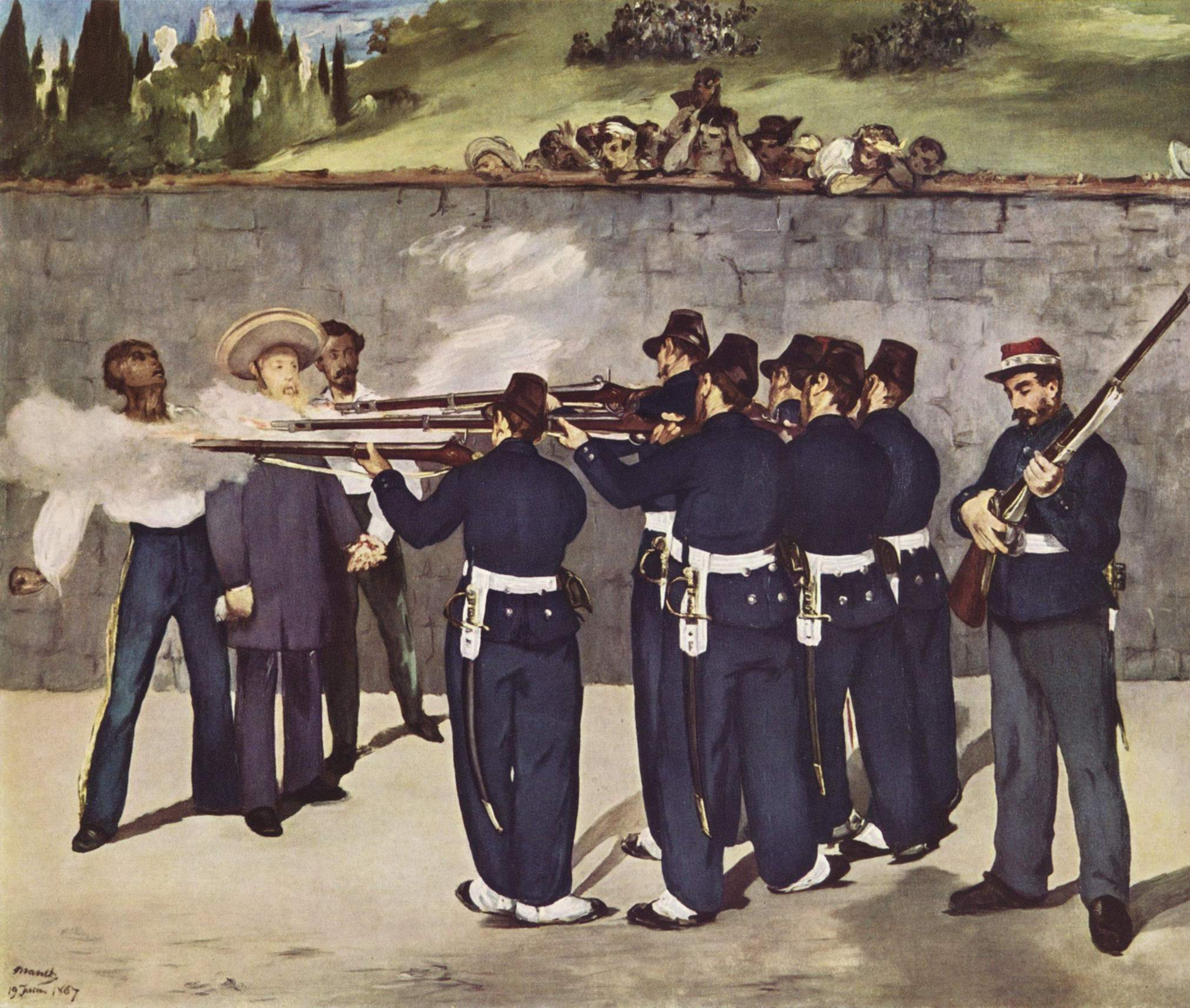
エドゥアール・マネの「皇帝マキシミリアンの処刑」。マネはこの作品でナポレオン3世のメキシコ出兵を批判した。この作品では中央のソンブレロ帽の人物がマクシミリアンとされているが、実際の処刑では右からマクシミリアン、ミラモン、メヒアの順に並んでいた。

共和国軍はサカテカス州の残り、すなわちサン・ルイス・ポトシとグアナフアトを1月に制圧した。フランス軍2月5日に首都に退避した。
1867年2月13日、マクシミリアンはケレタロに撤退した。共和国軍は3月9日からケレタロ包囲を開始し、4月12日からメキシコシティを包囲した。帝国軍のケレタロからの出撃は4月27日に失敗した。
5月11日、マクシミリアンは敵の戦線からの脱出を試みた。しかし彼がこの計画を実行する前に、5月15日には阻止されていた。軍事裁判ののち、彼は死刑を言い渡された。ヨーロッパ諸国の君主やヴィクトル・ユーゴーやジュゼッペ・ガリバルディなど著名な自由主義者はメキシコにマクシミリアンの助命嘆願の電報を打ったが、フアレスは、メキシコは外国勢力からのいっさいの介入を容認しないとのメッセージを内外に発信することが必要だと確信し、判決の変更を拒絶した。
6月19日に、マクシミリアンはミゲル・ミラモンとトマス・メヒアとともにケレタロ近郊の丘「鐘の丘（w:Cerro de las Campanas）」にて、フランスの軍事介入の間も連邦政府の機能を維持してきたフアレス大統領に忠実な軍によって処刑された。アメリカ合衆国がリオグランデ川に軍を展開するとフアレスの地位は一層強化され、メキシコへの介入は脅かされた。メキシコシティはマクシミリアンの処刑の翌日に開城した。
共和国は回復され、フアレス大統領は首都に国権を遷したが、マクシミリアンはフアレスの自由主義改革を支持していたので政策の変化はほとんどなかった。
勝利のあと、保守勢力は、侵略してきたフランス軍の同盟者と徹底的に否定され、その影響力は消滅した。自由主義派は「復帰した共和国」の始まりの年の間は比類のない政治勢力となった。

## その後のメキシコ
1871年、フアレスは大統領に再選され、2期目を迎えたが、憲法には再選は禁止と規定されていた。これは落選した候補者の一人ポリフィリオ・ディアスを挑発し、大統領に対して反旗を翻した。
銃主義派の中の穏健派に支援され、反乱の企て「ノリアの陰謀（w:Plan de la Noria）」は、争点を指摘したまま、1872年7月19日にフアレスが大統領公邸で急死した時点で敗れ去った。
ディアスは暫定大統領の セバスティアン・レルド・デ・タヒーアに反抗し選挙で敗北し、オアハカの大農園に隠遁した。4年後の1876年、レルド自身が、再選を図ったとき、ディアスは二度目の反乱「Tuxtepecの陰謀(w:Plan de Tuxtepec)」を起こし、大統領職を奪い、1911年まで8期にわたり長期政権を敷くことになる。
メキシコ出兵以前は、領土問題からアメリカとの抗争が続いていたメキシコであるが、メキシコ出兵への抵抗運動にアメリカが支援したことから、メキシコに対するアメリカの発言力は増すこととなった。以降、地域のパワーバランスはアメリカ優位のまま、21世紀に至るまで固定化されている。

## その後のフランス
皇帝が銃殺されるという結果は、傀儡というただし書きがつくとはいえ、フランス本国にもセンセーショナルな扱いで伝えられた。実態はどうであれ、国民からは「フランスはメキシコ皇帝を見殺しにした」と評価され、ナポレオン3世および皇后は非難の対象となり、第二帝政終焉の遠因となった。

## 1862年12月31日時点のフランス軍

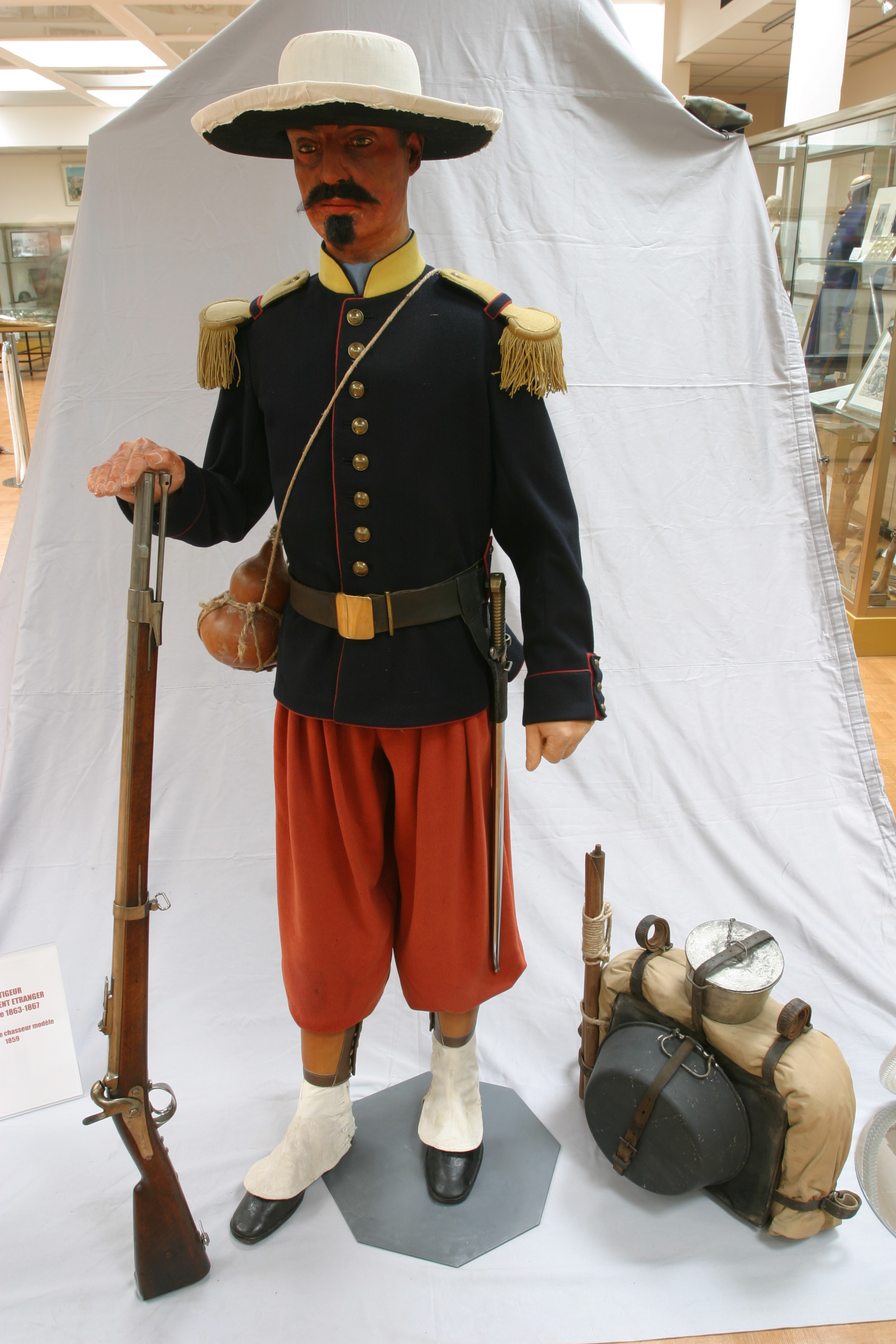
Campaign uniform of a French Foreign legionnaire during the Mexican campaign

At its peak in 1863, the French expeditionary force counted 38,493 men :740 (which represented 6.25% of the French army). 6,654 :231 French died, including 4,830 from disease.:231. Among these losses, 1,918 of the deaths were from the regiment of the French Foreign Legion:267.
Général de Division Forey
- 1ère Division d'Infanterie (GdD Bazaine)
  - 1ère Brigade (GdB de Castagny)
    - 18e Bataillon de Chasseurs
    - 1er Régiment de Zouaves
    - 81e Régiment de Ligne

  - 2e Brigade (GdB ?)
    - 20e Bataillon de Chasseurs
    - 3ème Régiment de Zouaves
    - 95e Régiment d'Infanterie légère
    - Bataillon de Tirailleurs algériens

  - 2x Marine artillery batteries
- 2e Division d'Infanterie (GdB Douay – acting)
  - 1ère Brigade (Col Hellier – acting)
    - 1er Bataillon de Chasseurs
    - 2e Régiment de Zouaves
    - 99e Régiment d'Infanterie légère

  - 2e Brigade (GdB Berthier)
    - 7e Bataillon de Chasseurs
    - 51e Régiment de Ligne
    - 62e Régiment de Ligne

  - 2x Army artillery batteries
- Brigade de Cavallerie (GdB de Mirandol)
  - 1er Régiment de Marche (2 squadrons each of 1er and 2e Chasseurs d'Afrique)
  - 2e Régiment de Marche (2 squadrons each of 3e Chasseurs d'Afrique and 12e Chasseurs)
- Naval Brigade
  - Bataillon de Fusiliers-Marins
  - 2e Régiment d'Infanterie de Marine

:95–96
Not yet arrived:
- 7e Régiment de Ligne (2000 men)[6]
- 1e Régiment Étranger (4000 men)[6]
- 2e Bataillon d'Infanterie legère d'Afrique (900 men)[6]
- Bataillon Egyptien
- det/ 5e Régiment de Hussards

Bibliography

### Belgian Voluntary Troops 1864–65

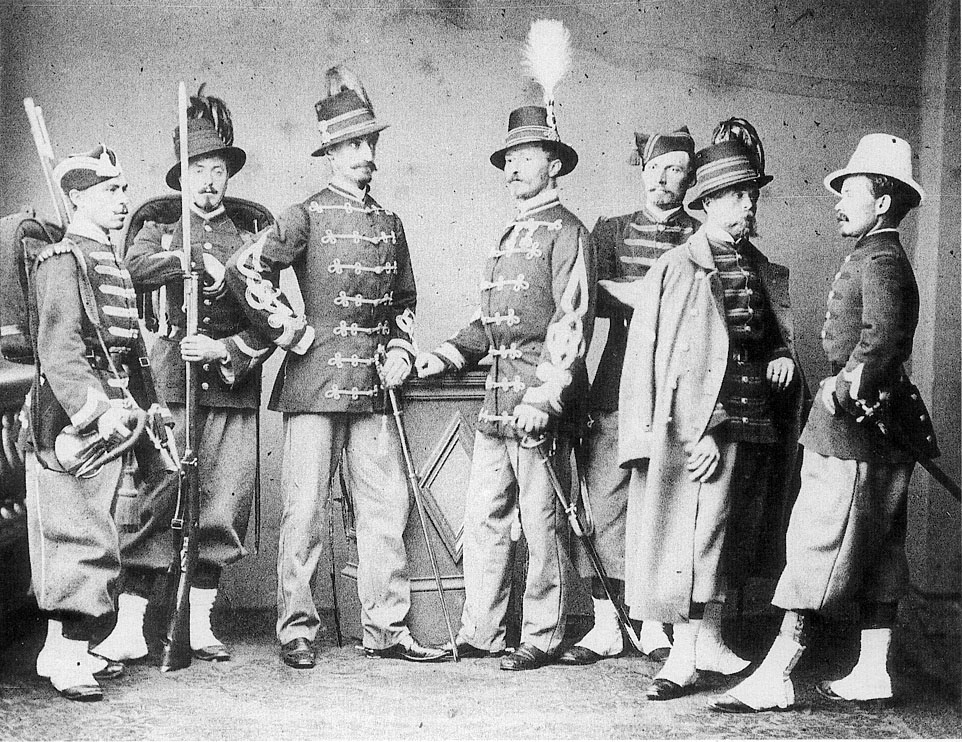
Belgian Legion in Mexico

- Bataillon de l'Impératrice Charlotte (grenadiers)
- Bataillon Roi des Belges (voltigeurs)

16 October 1864
- - 1st Grenadier Company
    - 4 Officers, 16 Non-commissioned officers, 125 grenadiers, 6 musicians, 1 canteener

  - 2nd Grenadier Company "Bataillon de l'Impératrice"
    - 4 Officers, 16 Non-commissioned officers, 122 grenadiers, 4 musicians, 1 canteener

  - 1st voltigeur Company
    - 4 Officers, 16 Non-commissioned officers, 122 voltigeurs, 4 musicians, 1 canteener

  - 2nd voltigeur Company
    - 4 Officers, 16 Non-commissioned officers, 121 voltigeurs, 4 musicians, 1 canteener

14 November 1864
- - 3rd Grenadier Company
    - 4 Officers, 16 Non-commissioned officers, 68 grenadiers, 6 musicians, 1 canteener

  - 4th Grenadier Company
    - 4 Officers, 15 Non-commissioned officers, 67 grenadiers, 6 musicians, 1 canteener

  - 3rd voltigeur Company
    - 3 Officers, 16 Non-commissioned officers, 61 voltigeurs, 3 musicians, 1 canteener

  - 4th voltigeur Company
    - 3 Officers, 15 Non-commissioned officers, 69 voltigeurs, 4 musicians, 1 canteener

16 December 1864
- - 5th Grenadier Company
  - 6th Grenadier Company
  - 5th voltigeur Company
  - 6th voltigeur Company
    - 362 volunteers

27 January 1865
- -     - 189 volunteers

15 April 1866
- - 1st Mounted Company
    - 70–80 horsemen (formed from Regiment "Impératrice Charlotte")

16 July 1866
- - 2nd Mounted Company
    - 70–80 horsemen (formed from Regiment "Roi des Belges")

### Hungarian Voluntary Corps December 1864
- 159 officers

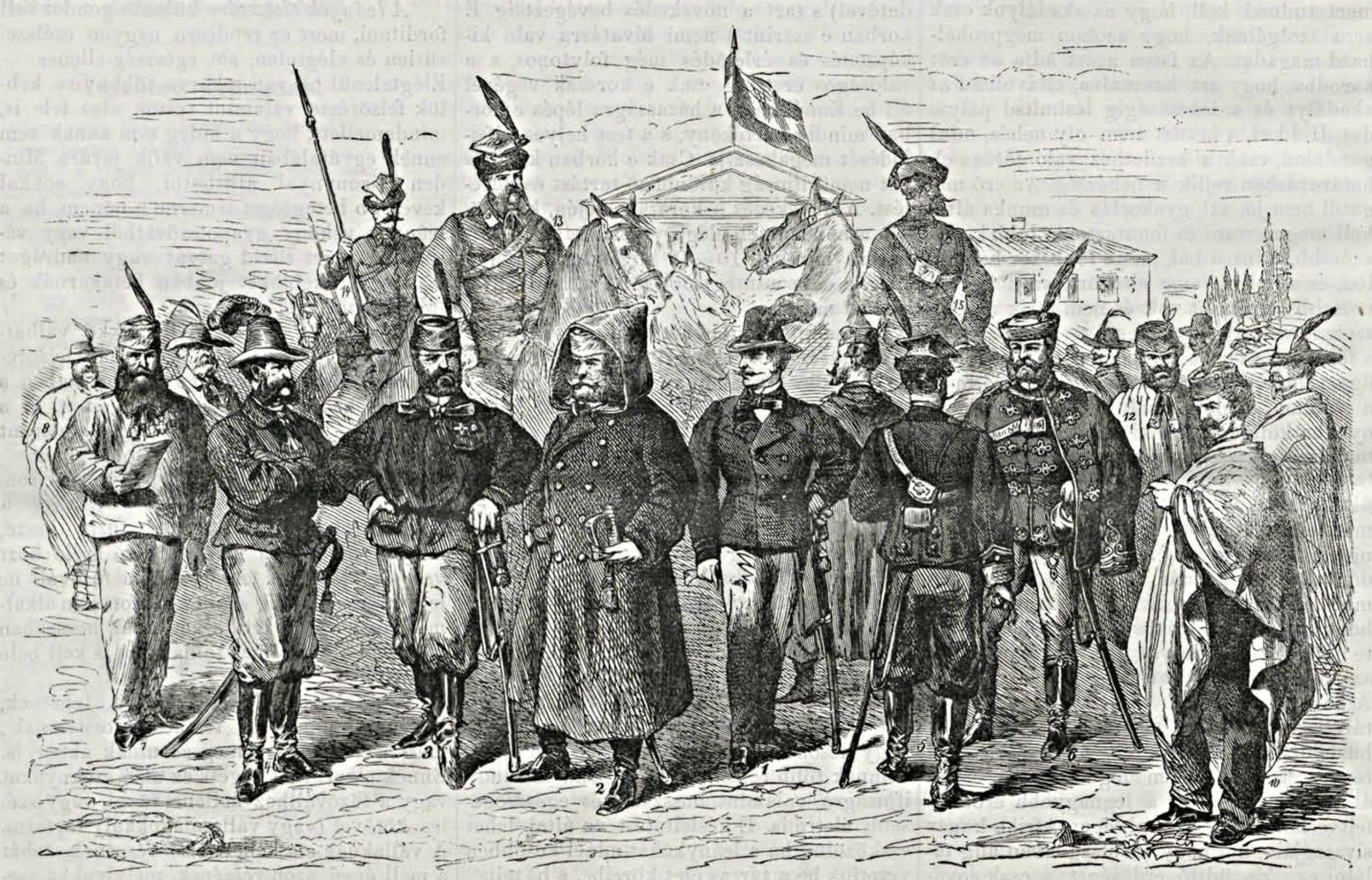
Hungarian Voluntary Corps

- 403 infantry and jägers
- 366 hussars
- 16 uhlans
- 67 bombardiers
- 30 pioneers
- several doctors

### Egyptian Auxiliary Corps January 1863
- a battalion commander
- a captain
- a lieutenant
- eight sergeants
- 15 corporals
- 359 soldiers
- 39 recruits:215

### Spanish Expeditionary Force January 1862
- 5373 infantry (two brigades)
- 26 pieces of artillery,
- 490 bombardiers
- 208 engineers
- 100 administrators
- 173 cavalry

:103
- Bancroft, Hubert Howe. History of Mexico: being a popular history of the Mexican people from the Earliest Civilization to the Present Time The Bancroft Company, New York, 1914, pp. 466–506
- Corti, Egon Caesar. Maximilian and Charlotte of Mexico (2 vol 1968). 976 pages
- Cunningham, Michele. Mexico and the Foreign Policy of Napoleon III, Palgrave Macmillan, 2001
- Garay,  Lerma. Antonio. Mazatlán Decimonónico, Autoedición. 2005. ISBN 1-59872-220-4.
- Sheridan, Philip H. Personal Memoirs of P.H. Sheridan[リンク切れ], Charles L. Webster & Co., 1888, ISBN 1-58218-185-3 (vol. 2, part 5, Chapter IX)
- Topik, Steven C.  "When Mexico Had the Blues: A Transatlantic Tale of Bonds, Bankers, and Nationalists, 1862–1910," American Historical Review, June 2000, Vol. 105 Issue 3, pp 714–40

## 備考
- a  ペルーの外務大臣 José Fabio Melgarは当初からヨーロッパ諸国の介入を非難し、アメリカ諸国に三カ国の介入に対して協定にも続いた行動をとるよう呼びかけている[8]。そのうえ1862年6月11日、ペルー政府はフアレス政権と友好同盟条約に署名し。マクシミリアンが布告を出したときには、Don Manuel Nicolas Corpancho総領事は帝国政府に虐げられていた旧フアレス政権のメキシコ人のための避難所を設けた。彼はメキシコに複数の家を購入し、これらをペルーの施設だと主張し逃亡者を保護のために迎え入れた。彼の事故死は、w:Ramón Castillaへの表敬訪問と関係がある[9]。
- b ヨーロッパの諸王国とはべつに、ロシア帝国もメキシコ帝国を承認していた。マクシミリアンの即位とアカプルコ攻略のあと、ロシア艦隊は同市の港への来航を命じられ、メキシコ帝国の国旗に礼砲を撃った[10]。

## メキシコ出兵の戦闘
- w:List of battles of the French intervention in Mexico（メキシコ出兵の戦闘の一覧）

1862
- Fortín
- Las Cumbres
- Atlixco
- プエブラの会戦
- Barranca Seca
- Cerro del Borrego
- Jonuta

1863
- Siege of Puebla
- San Pablo del Monte
- Tampico
- 2nd Atlixco
- カマロンの戦い
- Mexico City
- Chiapa de Corzo
- Morelia
- Guanajuato

1864
- Guadalajara
- Jahuactal
- San Juan Bautista
- Mazatlán
- Acapulco
- Nanahuatipam
- Majoma
- Monterrey
- Matamoros
- Totoapan
- Colima
- Jiquilpan
- San Pedro
- Cuauhtémoc

1865
- El Rosario
- Tacámbaro
- Soyaltepec
- La Loma
- Parral
- Chihuahua
- Álamos
- Ixmiquilpan

1866
- Bagdad
- Santa Isabel
- Chihuahua
- w:Siege of Jonuta
- Santa Gertrudis
- Miahuatlán
- Juchitán
- La Carbonera
- Guayabo

1867
- Guadalajara
- Villa de Álvarez
- San Jacinto
- Monterrey
- 3rd Puebla
- Lomas de San Lorenzo
- w:Siege of Querétaro
- メキシコシティ包囲戦